# Quadra de carpete

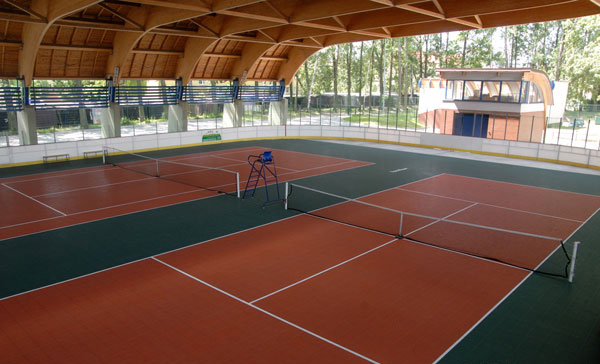
Uma quadra de carpete em Cracóvia, na Polônia

Uma quadra de carpete é um tipo de quadra de tênis. A Federação Internacional de Tênis descreve a superfície como sendo de um material têxtil ou polimérico fornecido em rolos ou folhas de produto acabado. É um dos tipos mais rápidos, perdendo apenas para as quadras de grama.
No circuito de elite, seu uso foi encerrado em 2008 no masculino (Lyon, outubro) e em 2018 no feminino (Quebec, setembro). No nível challenger masculino e em ambos os gêneros no circuito ITF, ainda continuam a existir até a presente data (2023). No challenger feminino, não é usado desde 2019 (Taipé, novembro). Surge pontualmente nos principais torneios de equipes – Copa Davis e Copa Billie Jean King –, quando o país mandante de um confronto escolhe esse piso.

## Tipos
Existem dois para quadra de carpete. A versão ao ar livre mais comum consiste em grama artificial com preenchimento de areia. Este tipo tornou-se popular na década de 1980 nos clubes britânicos e asiáticos para jogos recreativos, pois eram mais fáceis e baratos de manter do que as quadras de grama.
O outro tipo usado, predominantemente para tênis em quadras cobertas, é com superfície têxtil de náilon ou borracha colocada sobre uma base de concreto. Elas foram feitas com muitos tipos de materiais sintéticos, de diferentes origens, o que levou os torneios e organizadores (WTA/ATP) a identificar e rotular as quadras por suas marcas, como Greenset, Supreme ou Taraflex.
As quadras de carpete têm sido instaladas em locais que normalmente não são usados para tênis ou outros esportes, como o Royal Albert Hall, em Londres. Os jogadores geralmente lidam com com elas da mesma forma como se fosse uma quadra de grama, devido ao fato de ambas serem superfícies igualmente rápidas.

## Torneios profissionais
O ATP Finals, o WCT Finals, o ATP da Filadélfia, o ATP da Antuérpia, o ATP e WTA de Moscou, o ATP de Paris e o ATP de Zagreb já foram disputados no carpete. Em 2009, a Associação de Tenistas Profissionais (ATP) decidiu acabar com essas quadras em torneios de alto nível. Kris Dent, porta-voz da entidade, disse que a mudança foi para padronizar as competições em quadras duras cobertas, o que, segundo ele, reduziria o risco de lesões. Vários jogadores, incluindo Mario Ančić e Jo-Wilfried Tsonga, criticaram a medida, afirmando que o tênis profissional precisava de pisos de carpete para o desenvolvimento de habilidade de jogo em quadras rápidas.